# Фріульське маркграфство

Прапор Фріулі

Фріульська марка або Фріульське маркграфство — прикордонна марка Каролінгів, яка була утворена на землях колишнього лангобардського Фріульського герцогства у IX столітті, та служила захистом від угорців.
У 774 Карл Великий, завоювавши королівство лангобардів, дозволив лангобардським, а пізніше франкським герцогам, правити Фріульським герцогством, до якого він додав землі Паннонії. Герцогство служило захистом від набігів аварів і хорватів. Після усунення герцога Бальдеріха з престолу в 827 герцогство було поділено на 4 графства. У 846 ці графства були об'єднані та надані в управління представнику франкського клану Унрухінгів Ебергарду, який вживав титул dux, тоді як його наступники називали себе marchio: «маркграф».
У 887 маркграф Беренгар був обраний королем Італії. Після його смерті у 924 новий король Гуго Арльський не призначив нового маркграфа. Територія Фріульської марки увійшла до складу Веронської марки.